# Porto Recanati
Porto Recanati là một đô thịthuộc tỉnh Macerata trong vùng Marches nước Ý. Đô thị này có diện tích 17 km², dân số 9469 người.
Đô thị này giáp các đô thị sau: Castelfidardo, Loreto, Numana, Potenza Picena, Recanati.